# Tana (gênero)
- Commons
- Wikispecies

Tana é um género botânico pertencente à família Apiaceae.

## Espécies
O gênero Tana possui 1 espécies reconhecidas atualmente.
- Tana bojeriana (Baker) B.-E. van Wyk